# Người Lào (Việt Nam)
Người Lào tại Việt Nam, còn gọi tên khác là Lào Bốc hoặc Lào Nọi (tiếng Thái: ซึนลาว, phát âm tiếng Thái: [Xun Lào]) là một dân tộc thiểu số trong số 54 dân tộc tại Việt Nam .
Người Lào nói tiếng Lào Bóc, một ngôn ngữ thuộc ngữ chi Thái trong họ ngôn ngữ Kra-Dai (Tai-Kadai).

## Dân số và địa bàn cư trú
Người Lào tại Việt Nam cư trú tập trung tại các huyện Điện Biên, Phong Thổ (tỉnh Điện Biên), huyện Sốp Cộp (tỉnh Sơn La), Than Uyên (tỉnh Lào Cai). Năm 1999 họ có dân số 11.611 người .
Theo Tổng điều tra dân số và nhà ở năm 2009, người Lào ở Việt Nam có dân số 14.928 người, cư trú tại 42 trên tổng số 63 tỉnh, thành phố. Người Lào cư trú tập trung tại các tỉnh: 
Lai Châu (5.760 người, chiếm 38,6% tổng số người Lào tại Việt Nam), 
Điện Biên (4.564 người, chiếm 30,6% tổng số người Lào tại Việt Nam), 
Sơn La (3.380 người, chiếm 22,6% tổng số người Lào tại Việt Nam), 
Hà Tĩnh (433 người), 
Đắk Lắk (275 người).

## Đặc điểm kinh tế
Phần đông người Lào làm ruộng nước là chính, với kỹ thuật canh tác dùng cày, bừa và làm thủy lợi. Nghề phụ gia đình của người Lào như: dệt, rèn, gốm, làm đồ bạc khá phát triển.

## Hôn nhân gia đình
Người Lào thường mang các họ Lò, Lường, Vi... như người Thái, mỗi họ có kiêng kị riêng. Con cái lấy họ theo cha. Tàn dư gia đình lớn chỉ còn thấy ở một số nơi hẻo lánh. Phổ biến là hình thức gia đình nhỏ, một vợ một chồng. Theo tục cũ các chàng trai phải ở rể vài năm rồi mới được đưa vợ về nhà mình, hoặc ra ở riêng. Lâu nay thời hạn ở rể đã giảm dần.

## Tục lệ ma chay
Trong phong tục ma chay, người chết được làm lễ và chôn cất chu đáo. Riêng người đứng đầu mường, bản dưới chế độ cũ khi chết thì thiêu xác.

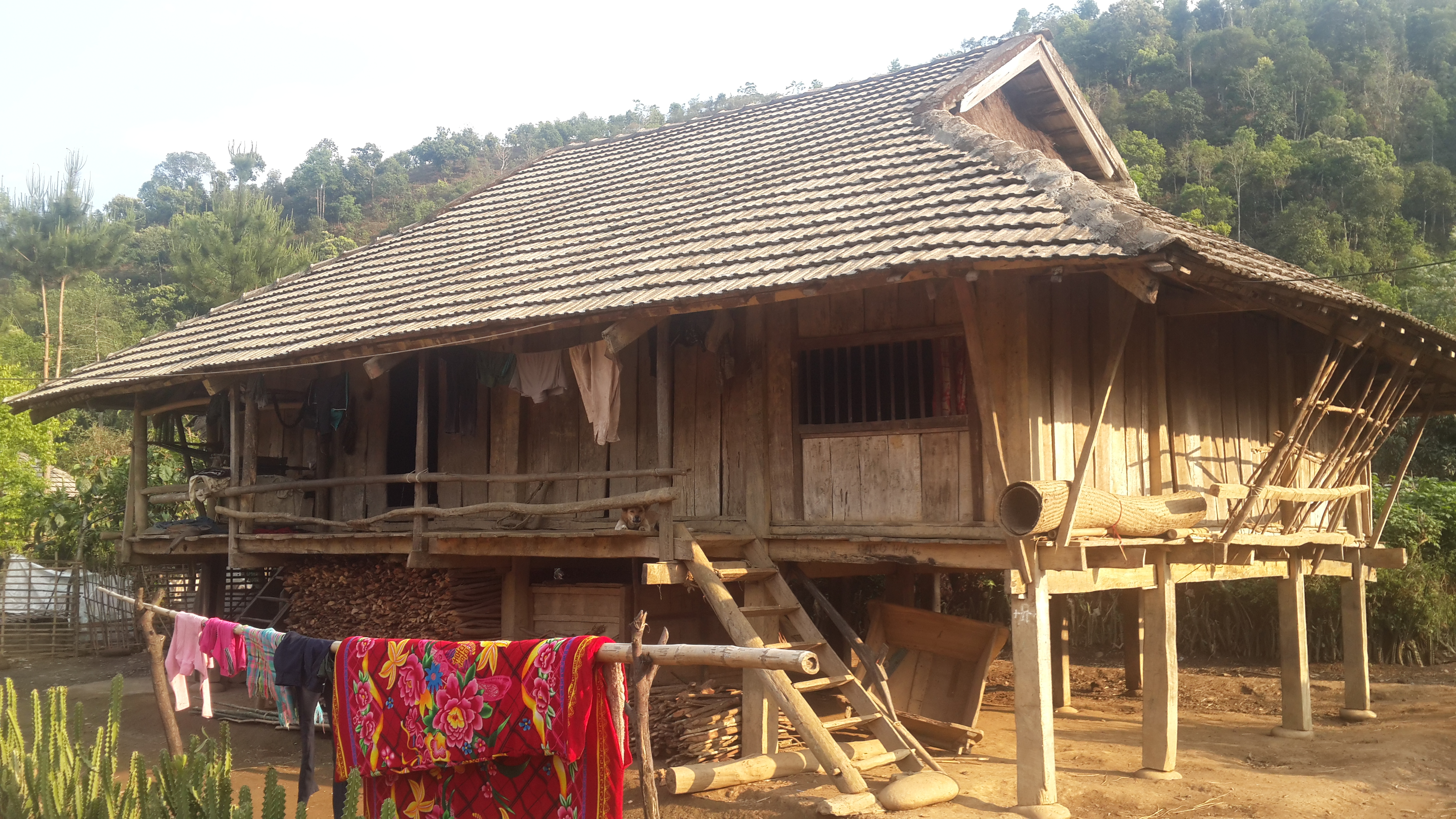
Một căn nhà sàn của người Lào ở Lai Châu

## Văn hóa
Trong xã hội người Lào, những ông Mo Lăm là lớp người giỏi chữ và biết nhiều truyện cổ, dân ca. Họ ghi chép lại truyện cổ và các điệu dân ca quen thuộc. Trong vốn văn nghệ dân gian Lào có cả ảnh hưởng văn nghệ dân gian Thái. Người Lào múa Lăm vông... trong các dịp liên hoan, lễ hội...

## Nhà cửa
Người Lào sống định cư, có bản đông tới cả trăm nhà. Nhà ở thường rộng lòng, thoáng đãng, chắc chắn, cây cột chính ở cạnh bếp đun và các cột, kèo, được chạm khắc trang trí. Nóc nhà có mái cao, uốn khum hai đầu hồi, tạo dáng hình mai rùa.

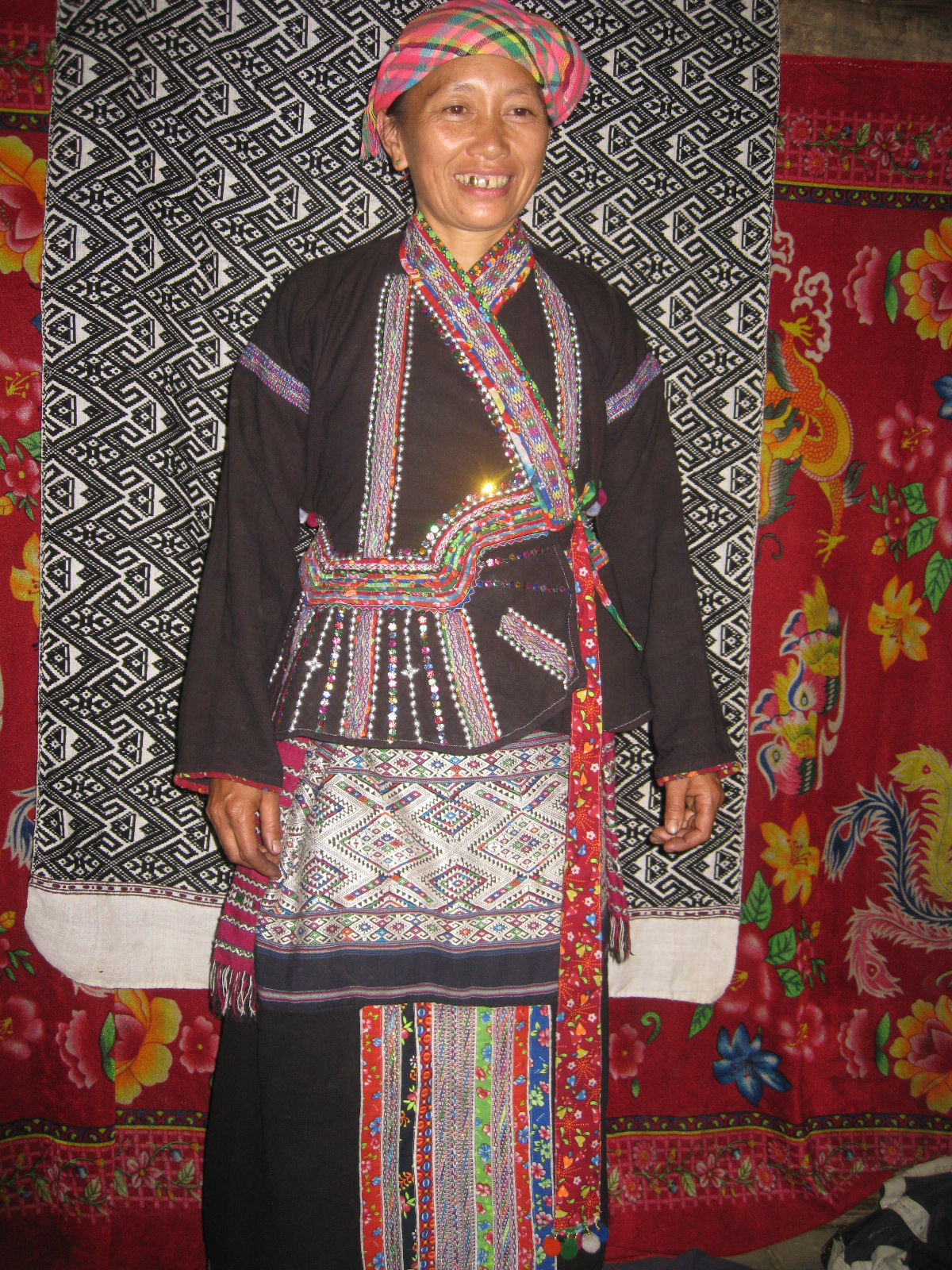
Trang phục truyền thống của phụ nữ Lào

## Trang phục
Phong cách trang phục gần giống người Thái, ít cá tính tộc người (là tộc người thiểu số ở Việt Nam, nhưng lại là đa số ở bên Lào) không tiêu biểu cho một phong cách về trang phục. Hoặc có những bộ trang phục mang phong cách khác lạ.
Trang phục nam
Đàn ông Lào thường xăm hình chữ "vạn" vào cổ tay và thường xăm hình con vật vào đùi.
Trang phục nữ
Phụ nữ Lào nổi tiếng là những người dệt vải khéo tay. Họ mặc váy đen quấn cao đến ngực, gấu váy thêu nhiều hoa văn sặc sỡ. Kiểu áo cánh ngắn bó thân với hàng khuy bạc phổ biến ở vùng Sông Mã. Ở vùng Điện Biên áo giống với áo cùng loại của người Khơ Mú láng giềng. Cô gái Lào chưa chồng thường búi tóc lệch về bên trái. Phụ nữ Lào dùng khăn phả biêng/phaa biang (tiếng Lào: ຜ້າບ່ຽງ). Khi không đội khăn, phụ nữ Lào thích cài nhiều trâm bạc và búi tóc. Phụ nữ đeo nhiều vòng ở cổ tay, xăm hình một loại cây rau ở mu bàn tay.

## Người Lào Việt Nam có danh tiếng
| Tên          | Sinh thời | Hoạt động |
| ------------ | --------- | --- |
| Vi Thị Hương | 1983-...  | Đại biểu Quốc hội Việt Nam khóa 12 & 13 (2006-2016) đoàn Điện Biên, quê phường Chiềng Cơi, thành phố Sơn La. |